# Roerdalen
Roerdalen (limburguès Roerdale) és un municipi de la província de Limburg, al sud-est dels Països Baixos. L'1 de gener del 2009 tenia 21.315 habitants repartits sobre una superfície de 88,65 km² (dels quals 0,55 km² corresponen a aigua). Limita al nord amb Roermond i Niederkrüchten, a l'oest amb Maasgouw, a l'est amb Wegberg i al sud amb Echt-Susteren, Heinsberg, Waldfeucht i Wassenberg.

## Centres de població
També inclou les parròquies d'Aan de Berg, Etsberg, Holst, Lerop, Paarlo, Reutje, Varst i Vlodrop-Station

## Llocs d'interès

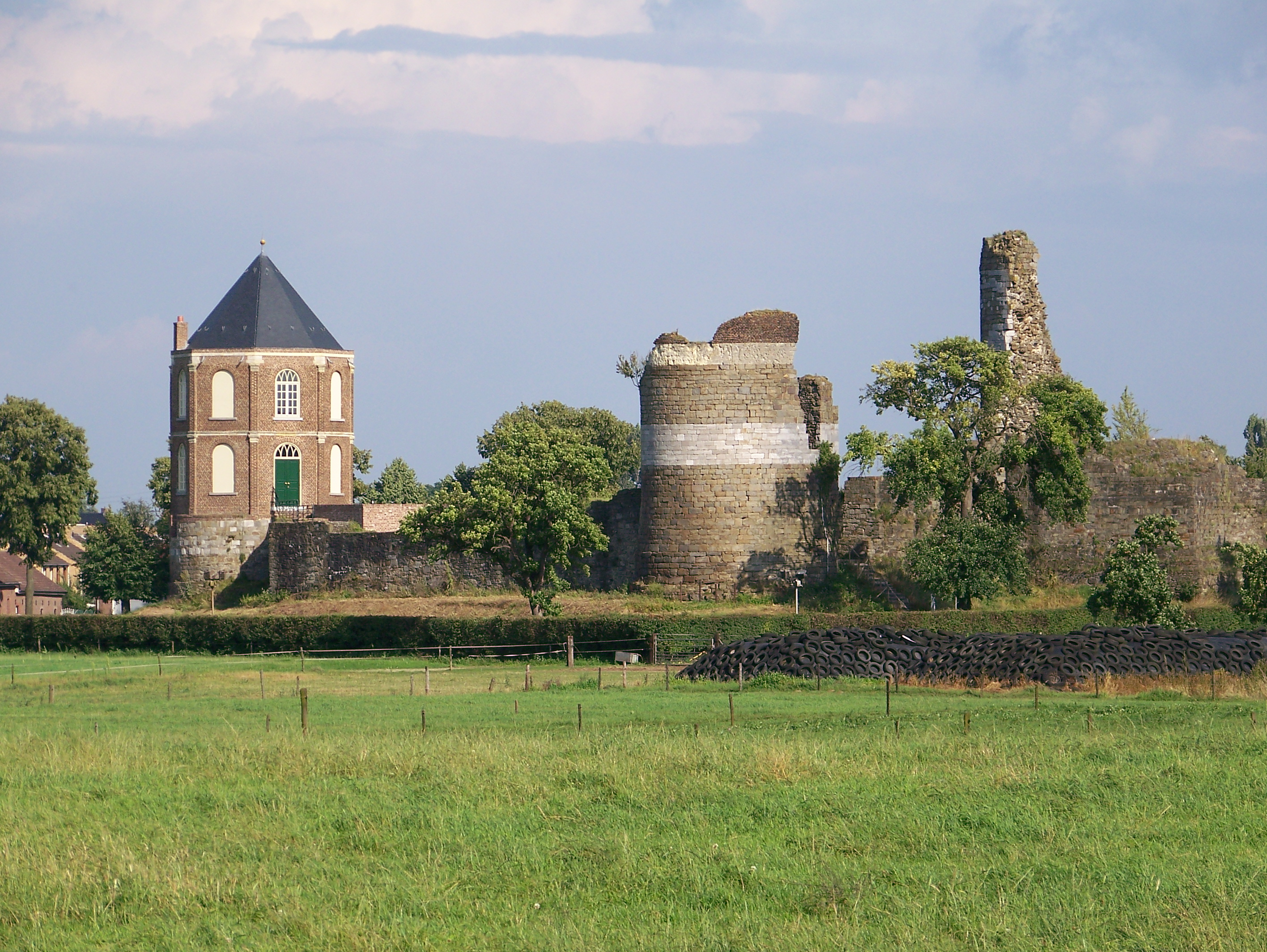
Castell de Montfort

- La ruïna del Castell de Montfort, construït per Enric III de Gueldre, príncep-bisbe de Lieja

## Administració
El consistori municipal consta de 19 membres, format des del 2006 per:
- CDA (oposició): 4 regidors;
- Lijst Nissen (oposició): 4 regidors;
- Lijst 8/Jongerenlijst (coalició): 3 regidors;
- Roerstreek Lokaal (coalició): 7 regidors;
- VVD (coalició): 1 regidor